# Ekstraklasa 2009-10
La Ekstraklasa 2009-10, más conocida por motivos de patrocinio como T-Mobile Ekstraklasa, fue la temporada número 76 del torneo de fútbol de la primera división de Polonia o Ekstraklasa.

## Sistema de competición
Los 16 clubes que integran la Orange Ekstraklasa se enfrentan todos contra todos en dos ocasiones (una en campo propio y otra en campo contrario), siguiendo un calendario previamente establecido por sorteo. En total, cada equipo disputa 30 partidos.
El campeón de liga obtiene la clasificación para la segunda ronda clasificatoria de la próxima edición de la Liga de Campeones de la UEFA. El subcampeón y el tercero de liga acceden la próxima temporada a la segunda ronda clasificatoria de la Liga Europea de la UEFA 2010-11. Los dos últimos clasificados de la Ekstraklasa al término de la temporada son descendidos a la I Liga Polaca (segunda categoría), siendo reemplazados por los dos primeros clasificados de esta categoría.

## Ascensos y descensos
Debido a varios eventos no deportivos la pasada temporada, el intercambio de clubes entre las dos divisiones más altas de Polonia fue determinada sólo parcialmente por las tablas de la liga 2008-09.
Al club ŁKS Łódź se les negó una licencia para la Ekstraklasa por la Federación Polaca de Fútbol debido a problemas financieros, por lo que se le ubicó como último clasificado de la Ekstraklasa 2008/09 decretándose su descenso directo.
El campeón de la I Liga Polaca el Widzew Lodz no se les permitió el ascenso a la Ekstraklasa después de su participación en el escándalo de corrupción en el fútbol polaco.
| Pos. | Descendidos de la Ekstraklasa 2008/09 |
| ---- | ------------------------------------- |
| 15º  | Górnik Zabrze                         |
| 16º  | ŁKS Łódz (sin licencia profesional)   |

| Pos. | Ascendidos de la I Liga 2008/09 |
| ---- | ------------------------------- |
| 2º   | Zaglebie Lubin                  |
| 3º   | Korona Kielce                   |

## Clasificación final
|                 |     | Equipo                       | PJ | PG | PE | PP | GF | GC | DG  | PTS |
| --------------- | --- | ---------------------------- | -- | -- | -- | -- | -- | -- | --- | --- |
| Clasificó a UCL | 1.  | Lech Poznan                  | 30 | 19 | 8  | 3  | 51 | 20 | +31 | 65  |
|                 | 2.  | Wisla Cracovia               | 30 | 19 | 5  | 6  | 48 | 20 | +28 | 62  |
|                 | 3.  | Ruch Chorzow                 | 30 | 16 | 5  | 9  | 40 | 30 | +10 | 53  |
|                 | 4.  | Legia Varsovia               | 30 | 15 | 6  | 9  | 34 | 21 | +13 | 51  |
|                 | 5.  | GKS Belchatow                | 30 | 13 | 9  | 8  | 37 | 27 | +10 | 48  |
|                 | 6.  | Polonia Bytom                | 30 | 10 | 9  | 11 | 29 | 31 | -2  | 37  |
|                 | 7.  | Lechia Gdansk                | 30 | 9  | 10 | 11 | 30 | 32 | -2  | 37  |
|                 | 8.  | Korona Kielce (A)            | 30 | 9  | 10 | 11 | 35 | 41 | -6  | 37  |
|                 | 9.  | Slask Wroclaw                | 30 | 8  | 12 | 10 | 32 | 33 | -1  | 36  |
|                 | 10. | Zaglebie Lubin (A)           | 30 | 8  | 11 | 11 | 30 | 38 | -8  | 35  |
|                 | 11. | Jagiellonia Białystok Nota 1 | 30 | 11 | 11 | 8  | 29 | 27 | +2  | 34  |
|                 | 12. | KS Cracovia                  | 30 | 9  | 7  | 14 | 25 | 39 | -14 | 34  |
|                 | 13. | Polonia Varsovia             | 30 | 9  | 6  | 15 | 25 | 38 | -13 | 33  |
|                 | 14. | Arka Gdynia                  | 30 | 7  | 7  | 16 | 28 | 39 | -11 | 28  |
|                 | 15. | Odra Wodzisław Śląski        | 30 | 7  | 6  | 17 | 27 | 45 | -18 | 27  |
|                 | 16. | Piast Gliwice                | 30 | 7  | 6  | 17 | 30 | 50 | -20 | 27  |

- Nota 1 : Jagiellonia Białystok fue penalizado con la resta de 10 puntos, debido a escándalos de sobornos.
- (A) : Ascendido la temporada anterior.

|  | Campeón y clasificado a Liga de Campeones de la UEFA 2010-11. |
|  | Clasificado a Liga Europea de la UEFA 2010-11.                |
|  | Desciende a I Liga.                                           |

## Goleadores
Fuente: onet.pl
18 goles

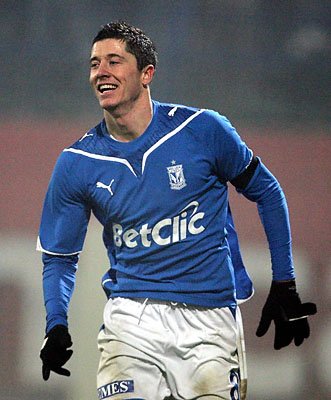
Robert Lewandowski

- Robert Lewandowski (Lech Poznań)

14 goles
- Iliyan Mitsanski (Zagłębie Lubin)

11 goles
- Tomasz Frankowski (Jagiellonia Białystok)

10 goles
- Artur Sobiech (Ruch Chorzów)
- Paweł Brożek (Wisła Cracovia)

9 goles
- Dawid Nowak (GKS Bełchatów)
- Vuk Sotirović (Śląsk Wrocław)

8 goles
- Łukasz Janoszka (Ruch Chorzów)
- Sławomir Peszko (Lech Poznań)
- Patryk Małecki (Wisła Cracovia)

## Enlaces
- soccerway.com - poland ekstraklasa 2009-10
- Sitio oficial del PZPN
- Sitio oficial de la Ekstraklasa SA

- Datos: Q924113
- Multimedia: Ekstraklasa (Poland) 2009/2010 / Q924113